# Carlo Caneva

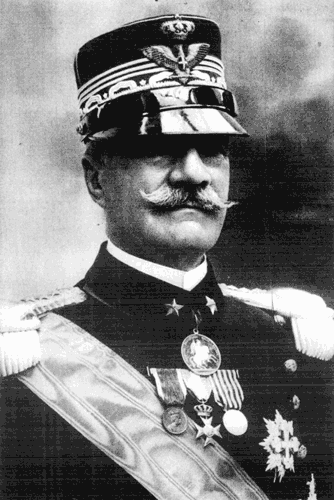
Carlo Caneva.

Carlo Caneva, född 22 april 1845 i Udine, död 25 september 1922 i Rom, var en italiensk militär.
Caneva blev officer vid artilleriet 1866, överste vid generalstaben 1892, generallöjtnant 1902, Generale désercito 1912 och fick avsked 1915. Vid utbrottet av kriget med Turkiet 1911 fick Caneva befälet över expeditionskåren till Tripolis men återkallades i september 1912, då han ansåg ha fört en alltför försiktig krigföring. Caneva blev 1912 senator och senare ordförande i Caporettokommissionen, som hade att utreda italienarnas misslyckande i Isonzooffensiven.